# De Verre Ginstecrossers

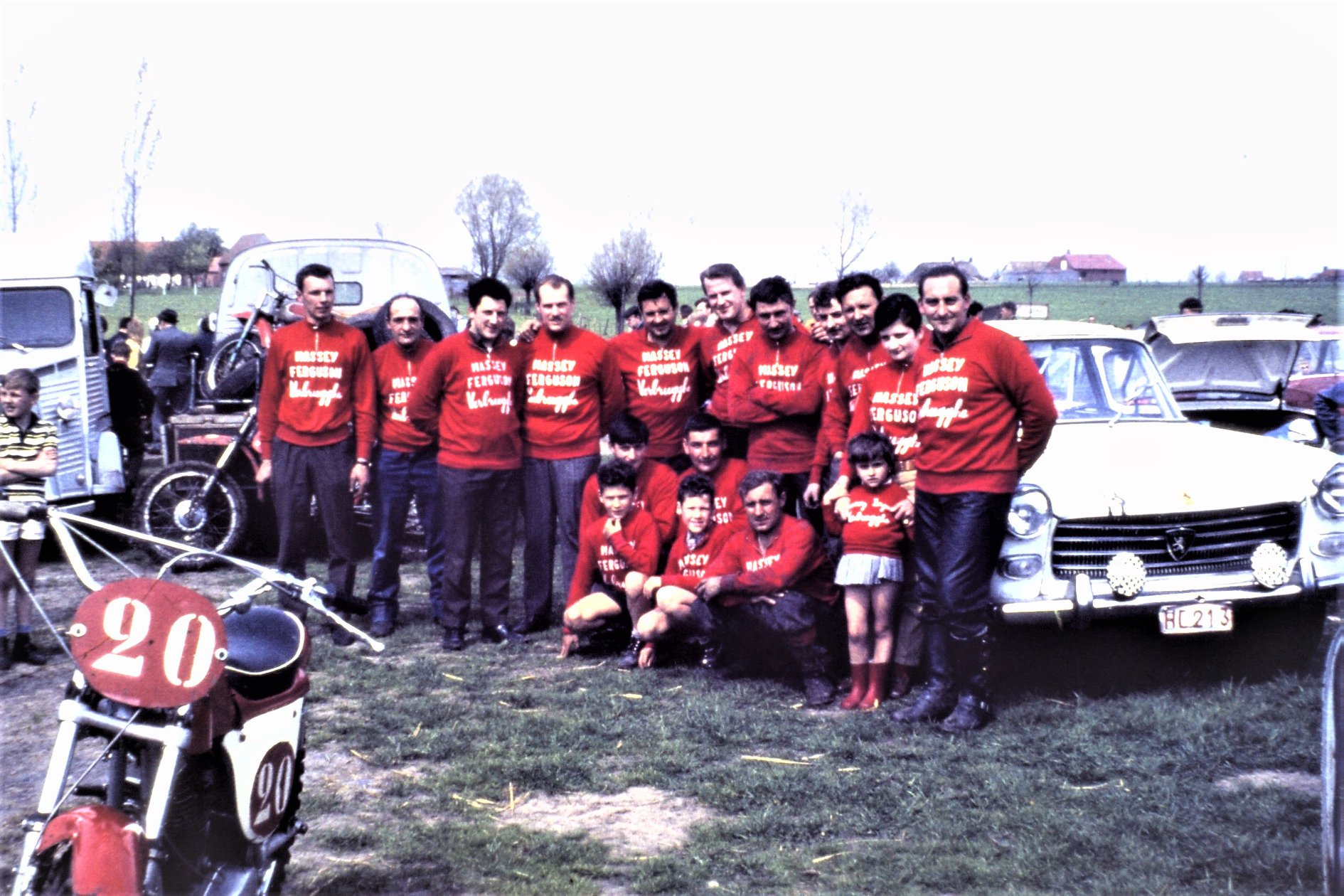
De Verre Ginstecrossers in 1969

De Verre Ginstecrossers is een Vlaamse motorcrossvereniging uit De Ginste, een gehucht in Oostrozebeke, West-Vlaanderen, België.

## Historie
De vereniging werd begin jaren zestig opgericht, maar de motorcrossgeschiedenis van de regio gaat terug tot de jaren vijftig. Frans, Willy en Frits Verbrugghe waren broers die samen met onder andere Léon Vanluchene de vereniging oprichtten. Zowel de gebroeders Verbrugghe als Léon Vanluchene hebben drie generaties motorcrossers grootgebracht, waarvan sommigen nog steeds actief meedoen en door de jaren heen deel hebben uitgemaakt van De Verre Ginstecrossers.

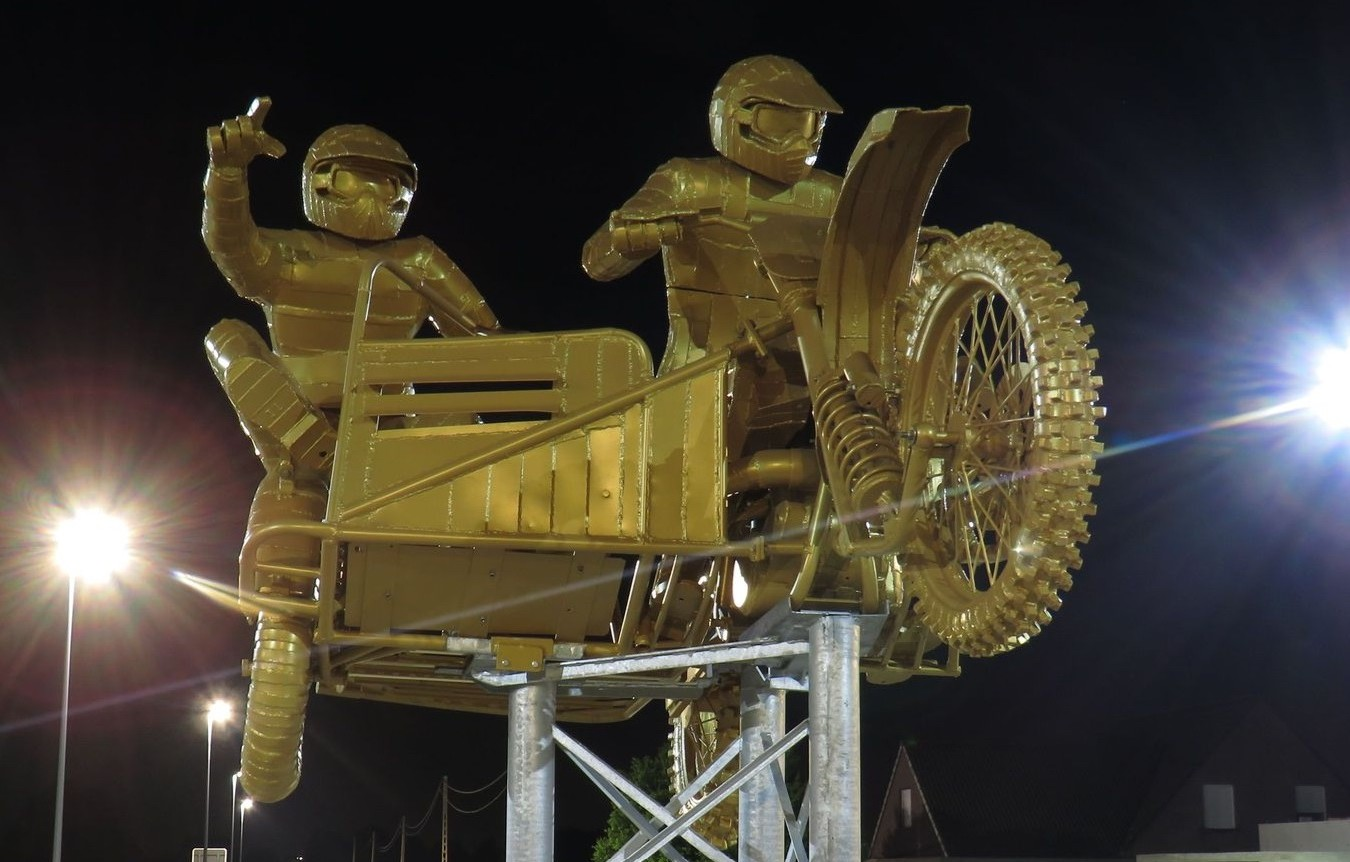
Monument De Ginste

Ter ere van deze rijke geschiedenis werd in 2024 op de rotonde in De Ginste een monument geplaatst, als eerbetoon aan de motorcrosscultuur die De Verre Ginstecrossers brachten, maar ook aan hun kampioenen (zoals bijvoorbeeld 3 keer wereldkampioen zijspancross Marvin Vanluchene).

## Evenementen

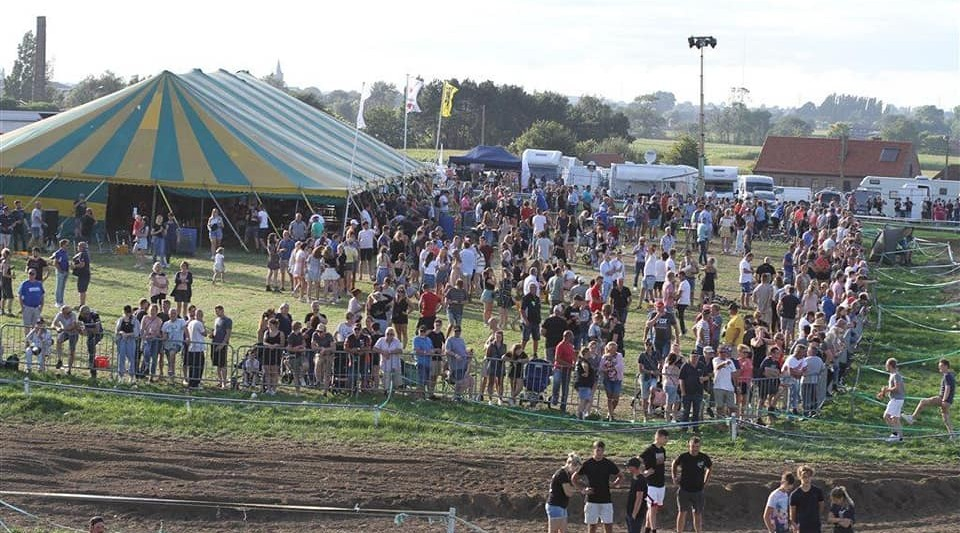
Pauze tussen 2 reeksen op de jaarlijkse motorcross in Oostrozebeke

Jaarlijks organiseren De Verre Ginstecrossers meerdere motorcrosswedstrijden, waarbij zijspancross een prominente rol speelt. Een van de grootste evenementen is het motorcrossweekend in augustus, dat jaarlijks ongeveer 500 rijders en 5.000 toeschouwers trekt. Dit evenement geldt tevens als provinciaal kampioenschap als proeven voor het Belgisch kampioenschap.
Andere bekende wedstrijden die door de vereniging worden georganiseerd zijn onder meer:
- Recreatieve zijspanraces, waarbij amateurteams zonder vergunning de kans krijgen om deel te nemen[5].

- Internationale zijspanraces, waarbij teams uit verschillende landen tegen elkaar strijden op het uitdagende circuit in Oostrozebeke.[6]

## Leden
Door de jaren heen hebben de volgende motocross- en zijspancrossrijders en copiloten (zijspancrosspassagiers) de clubvertegenwoordigd in verschillende motorcrossorganisaties en -kampioenschappen zoals de Belgische BMB, MCB, VJMO, MCLB, FAM & VMCF organisaties, de Franse FFM federatie, de Nederlandse MON organisatie, het Europese IMBA kampioenschap en het FIM-wereldkampioenschap.
Hieronder vindt u een overzicht van enkele prominente leden en hun prestaties:
- Arne Dierckens (VJMO, MCLB, FAM, BMB, MON, FIM[8]) – 2x Belgisch kampioen (MCLB Junioren 2013[9], Beloften 2012[10]), 4 GP-podiums[11]

- Bart Verbrugghe (MCB, MCLB, VMCF, FAM, BMB, FIM) (passagier) – 2x Belgisch kampioen (MCB zijspannen 1988[12], VMCF zijspannen 2009)

- Ben Vanluchene (MCB, MCLB, VMCF, FAM, BMB, FIM) – 1x Belgisch kampioen (MCLB Internationals 1990[13])

- Bert Soetaert (MCLB, FIM) – 3x Belgisch kampioen (MCLB zijspannen 2016[14], 2018[15], 2019[16])

- Bram Verbrugghe (MCLB, VMCF, FAM, BMB, FFM, MON, IMBA, FIM[17][18]) (passagier) – 2x Belgisch kampioen (VMCF zijspannen B 2007[19], VMCF zijspannen A 2010[20])

- Daen Valcke (MCLB, FIM) – 1x Belgisch kampioen (MCLB zijspannen B 2022[21])

- Eduard Soenens (MCLB, BMB, MON, FIM[22]) (passagier) – 3x Belgisch kampioen (MCLB zijspannen 2010[23], 2014[24], 2018[15])

- Frank Verbrugghe (MCB, MCLB, FAM)

- Frans Verbrugghe (BMB, MCB)

- Frits Verbrugghe (BMB, MCB) - 1x Belgisch kampioen (MCB Senioren 1969[25])

- Gauthier Valcke (MCLB, BMB) (passagier) – 1x Belgisch kampioen (MCLB zijspannen B 2017[26])

- Geert Valcke (MCB, MCLB)

- Jason Van Daele (MCLB, FAM, BMB, FFM, MON, FIM[27]) – 1x Belgisch kampioen (BMB zijspannen 2017), 1 GP-podium, eerste persoon die een backflip maakt met een zijspan[28].

- Joey Valcke (MCLB, FAM, BMB, MON, FIM) (passagier) – 2x Belgisch kampioen (MCLB zijspannen 2022[29], 2023[30])

- John Verbrugghe (MCB) - 1x Belgisch kampioen (MCB Junioren 500cc 1989)

- Kenneth Dierckens (VJMO, MCLB, FAM, BMB, FIM) – 5x Belgisch kampioen (MCLB zijspannen B 2009, MCLB zijspannen A 2011, 2012[31], 2013[32], 2015[33])

- Kurt Dierckens (MCB)

- Léon Vanluchene (BMB, MCB) – 1x Belgisch kampioen (MCB Junioren 1969)

- Marc Verbrugghe (MCB, MCLB, FAM) – 2x Belgisch kampioen (MCLB zijspannen A 2010[23], 2011)

- Mathieu Verbrugghe (VJMO, MCLB)

- Marvin Vanluchene (VJMO, MCLB, VMCF, BMB, FFM, MON, FIM) – 5x Belgisch kampioen (VMCF zijspannen A 2011[34], VMCF zijspannen B 2010[35], MCLB zijspannen 2014[24], BMB Zijspannen 2018, 2019), 26 GP-podiums, 3x FIM Wereldkampioen

- Olivier Valcke (MCLB, FAM, BMB, FFM, MON, FIM[22]) (passagier/piloot) – 2x Belgisch kampioen (MCLB zijspannen A 2011, MCLB Zijspannen B 2017[26])

- Tom Verbrugghe (MCLB, VMCF, BMB, FFM, MON, IMBA, FIM) (passagier) – 1x Belgisch kampioen (MCLB zijspannen B 2022[21])
- Viktor Boone (VJMO, MCLB)

- Willy Verbrugghe (BMB, MCB) – 1x Belgisch kampioen (BMB Junioren 1962[36])

- Wim Verbrugghe (MCB, MCLB, FAM) – 1x Belgisch kampioen (MCB zijspannen 1988[12])

- Yens Delmotte (MCLB, FAM, BMB, FFM, MON, FIM) – 3x Belgisch kampioen (MCLB Zijspannen B 2010[23], MCLB zijspannen A 2022[29], 2023[37])

## Impact en betekenis
De Verre Ginstecrossers dragen bij aan de promotie en groei van de motorsport in Vlaanderen, met een bijzondere focus op de zijspandiscipline. De club heeft een sleutelrol gespeeld in het verkrijgen van erkenning voor zijspanmotorcross als een volwaardige tak binnen de motorsport. Door hun jaarlijkse evenementen blijven ze zowel jong talent als ervaren rijders inspireren om aan de sport deel te nemen.
De vereniging onderhoudt ook een sterke band met de lokale gemeenschap. Het motorcrossweekend en andere evenementen trekken niet alleen motorsportliefhebbers aan, maar ook lokale bewoners en fans uit heel het land.